# Дневник Гуантанамо
Дневник Гуантанамо — мемуары, написанные Мохаммедом Ульд Слахи, которого власти США удерживали без предъявления обвинений в течение четырнадцати лет. 
Слахи — один из заключенных тюрьмы в Гуантанамо, которых американские официальные лица признали подвергавшимися пыткам.

## Предыстория
Ульд Слахи был схвачен в Мавритании, где он родился, американскими спецслужбами вскоре после терактов 11 сентября. Он утверждает, что перед отправкой в тюрьму Гуантанамо его допрашивали в Иордании и Афганистане. Слахи находился в тюрьме Гуантанамо с августа 2002 года, но ему не было предъявлено обвинения. По словам адвоката Нэнси Холландер, министр обороны США Дональд Рамсфельд приказал применить в отношении Мохаммеда «специальные методы допроса».

## Создание
Автор выучил английский язык и написал все 466 страниц своего дневника от руки. Адвокаты передали рукопись журналисту Ларри Симсу, который редактировал книгу. Каждая страница должна была быть представлена военным цензорам. На протяжении нескольких лет книга находилась под запретом к публикации со стороны американских официальных лиц. Мемуары были опубликованы в 2015 году, когда Слахи все ещё содержался под стражей без предъявления обвинений.

## Содержание
Во введении подчеркивается, что это не авторизованная версия. Дневник Мохаммеда ульд Слахи является самым подробным свидетельством от заключённого Гуантанамо.

## Экранизация
Мемуары стали основой для фильма. Проект был анонсирован в ноябре 2019 года. Съёмки начались 2 декабря того же года в Южной Африке. Изначально картина должна была называться «Узник 760», но в ноябре 2020 года получила окончательное название «Мавританец».
Премьера фильма состоялась 12 февраля 2021 года.